# Niusha Mancilla
Niusha Carmen Mancilla Heredia (Cochabamba, 19 gennaio 1971) è un'ex mezzofondista boliviana.
Detentrice del record sudamericano nei 2000 metri piani e numerosi record nazionali, Mancilla ha preso parte a numerose competizioni dell'America Latina tra gli anni Novanta e i primi Duemila. Ha preso parte, tra l'altro, ad alcune edizioni dei Mondiali indoor, senza andare oltre le batterie, e la partecipazione a tre finale dei Giochi panamericani.

## Palmarès
| Anno | Manifestazione                  | Sede           | Evento       | Risultato  | Prestazione | Note |
| ---- | ------------------------------- | -------------- | ------------ | ---------- | ----------- | ---- |
| 1984 | Campionati sudamericani allievi | Tarija         | 800 m piani  | Bronzo     | 2'24"8      |      |
| 1986 | Mondiali juniores               | Atene          | 800 m piani  | Batteria   | 2'21"10     |      |
| 1986 | Mondiali juniores               | Atene          | 400 m hs     | Batteria   | 1'06"88     |      |
| 1986 | Campionati sudamericani allievi | Comodoro R.    | 400 m piani  | 7ª         | 60.37       |      |
| 1986 | Campionati sudamericani allievi | Comodoro R.    | 800 m piani  | Argento    | 2:19.18     |      |
| 1991 | Giochi panamericani             | L'Avana        | 800 m piani  | Batteria   | 2'13"21     |      |
| 1991 | Giochi panamericani             | L'Avana        | 1500 m piani | 12ª        | 4'44"90     |      |
| 1997 | Mondiali indoor                 | Parigi         | 1500 m piani | Batteria   | 4'28"70     |      |
| 1997 | Campionati sudamericani         | Mar del Plata  | 1500 m piani | Argento    | 4'34"90     |      |
| 1997 | Giochi bolivariani              | Arequipa       | 1500 m piani | Bronzo     | 4'33"3      |      |
| 1999 | Mondiali indoor                 | Maebashi       | 1500 m piani | Batteria   | 4'20"16     |      |
| 1999 | Giochi panamericani             | Winnipeg       | 800 m piani  | Semifinale | 2'09"91     |      |
| 1999 | Giochi panamericani             | Winnipeg       | 1500 m piani | 9ª         | 4'26"71     |      |
| 2000 | Campionati ibero-americani      | Rio de Janeiro | 1500 m piani | Bronzo     | 4'20"02     |      |
| 2001 | Giochi bolivariani              | Ambato         | 800 m piani  | Oro        | 2'03"98     |      |
| 2001 | Giochi bolivariani              | Ambato         | 1500 m piani | Oro        | 4'22"6      |      |
| 2001 | Giochi bolivariani              | Ambato         | 3000 m siepi | Oro        | 10'40"7     |      |
| 2002 | Campionati ibero-americani      | Guatemala City | 800 m piani  | Bronzo     | 2'08"53     |      |
| 2002 | Campionati ibero-americani      | Guatemala City | 1500 m piani | Argento    | 4'25"25     |      |
| 2003 | Mondiali indoor                 | Birmingham     | 1500 m piani | Batteria   | dns         |      |
| 2003 | Campionati sudamericani         | Barquisimeto   | 800 m piani  | 4ª         | 2'07"63     |      |
| 2003 | Campionati sudamericani         | Barquisimeto   | 1500 m piani | Argento    | 4'21"54     |      |
| 2003 | Giochi panamericani             | Santo Domingo  | 1500 m piani | Finale     | dnf         |      |
| 2004 | Mondiali indoor                 | Budapest       | 1500 m piani | Batteria   | dnf         |      |
| 2004 | Campionati ibero-americani      | Huelva         | 1500 m piani | 4ª         | 4'21"52     |      |
| 2004 | Campionati ibero-americani      | Huelva         | 3000 m piani | 6ª         | 9'28"70     |      |